# Pierre Barbaud
Pierre Emmanuel René Ernest Barbaud (* 10. Oktober 1911 in Algier, Algerien; † 10. September 1990) war ein französischer Komponist.

## Leben
Barbaud studierte Literaturwissenschaft an der Sorbonne und besuchte daneben Kurse am Pariser Konservatorium. Von 1943 bis 1947 arbeitete er als Bibliothekar in der  Musikabteilung der Bibliothèque nationale de France. Daneben bildete er sich autodidaktisch auf musiktheoretischem und musikwissenschaftlichem Gebiet weiter. Von 1947 bis 1960 unterrichtete er Musikpädagogik am Institut nationale des sports und schrieb Schallplattenkritiken für eine Pariser Wochenzeitung. 1963 veröffentlichte er eine Monographie über Joseph Haydn (Band 49 von Rowohlts Monographien). 1977–78 unterrichtete er als Nachfolger von Michél Philippot Computermusik am Pariser Konservatorium.
Die ersten Kompositionen Barbauds stammen aus den 1940er Jahren. Es waren dies traditionelle Werke, darunter neben einer Sinfonie und Streichquartetten mehrere Filmmusiken. In den 1950er Jahren unternahm er Arbeiten, um mathematisches Denken und die daraus resultierenden Methoden in die musikalische Komposition einzuführen. Ab 1958 nutzte er einen Computer, der angesichts der zunehmenden Komplexität der Berechnungen unverzichtbar geworden war, und gab die manuelle Komposition und Simulation zugunsten einer automatischen Komposition auf. Zu diesem Zeitpunkt gründete er mit Roger Blanchard und Janine Charbonnier die Algorithmic Music Group of Paris. Bis Anfang der 1970er Jahre dekodierte er die bereitgestellten Ergebnisse selbst und ließ sie von Instrumenten spielen. 1973 schloss er sich mit dem Akustiker F. Brown und dem Informatiker G. Klein zusammen und gründete die Gruppe B. B. K. (Barbaud, Brown, Klein). Nunmehr übernahm ein Computer die Ausführung seiner Kompositionen, die oft die Möglichkeiten traditioneller Instrumente überstiegen.

## Werke
- Streichquartett, 1941
- Concertino, 1944
- Symphonie, 1946
- Concertino, 1947
- Sinfonietta, 1948
- Streichquartett, 1949
- 7 !, 1960
- Maschinamentum firminiense, 1971
- Terra ignota ubi sunt leones, 1973
- Lumpenmusik, 1974–78
- Apfelsextett, 1977
- Marteaux maîtrisés

## Filmografie (Auswahl)
- 1961: Letztes Jahr in Marienbad (L’Année dernière à Marienbad) (Darsteller)